# Oldenburg
Oldenburg (dolnoněmecky: Ollnborg) je město s postavením městského okresu (Kreisfreie Stadt) v německém Dolním Sasku. Leží na západě této spolkové země mezi městy Brémy a Groningen v Nizozemsku na řece Hunte. Žije zde přibližně 175 tisíc obyvatel.
Oldenburg je čtvrté největší dolnosaské město po Hannoveru, Braunschweigu a Osnabrücku. Skládá se z devíti místních částí:

## Dějiny

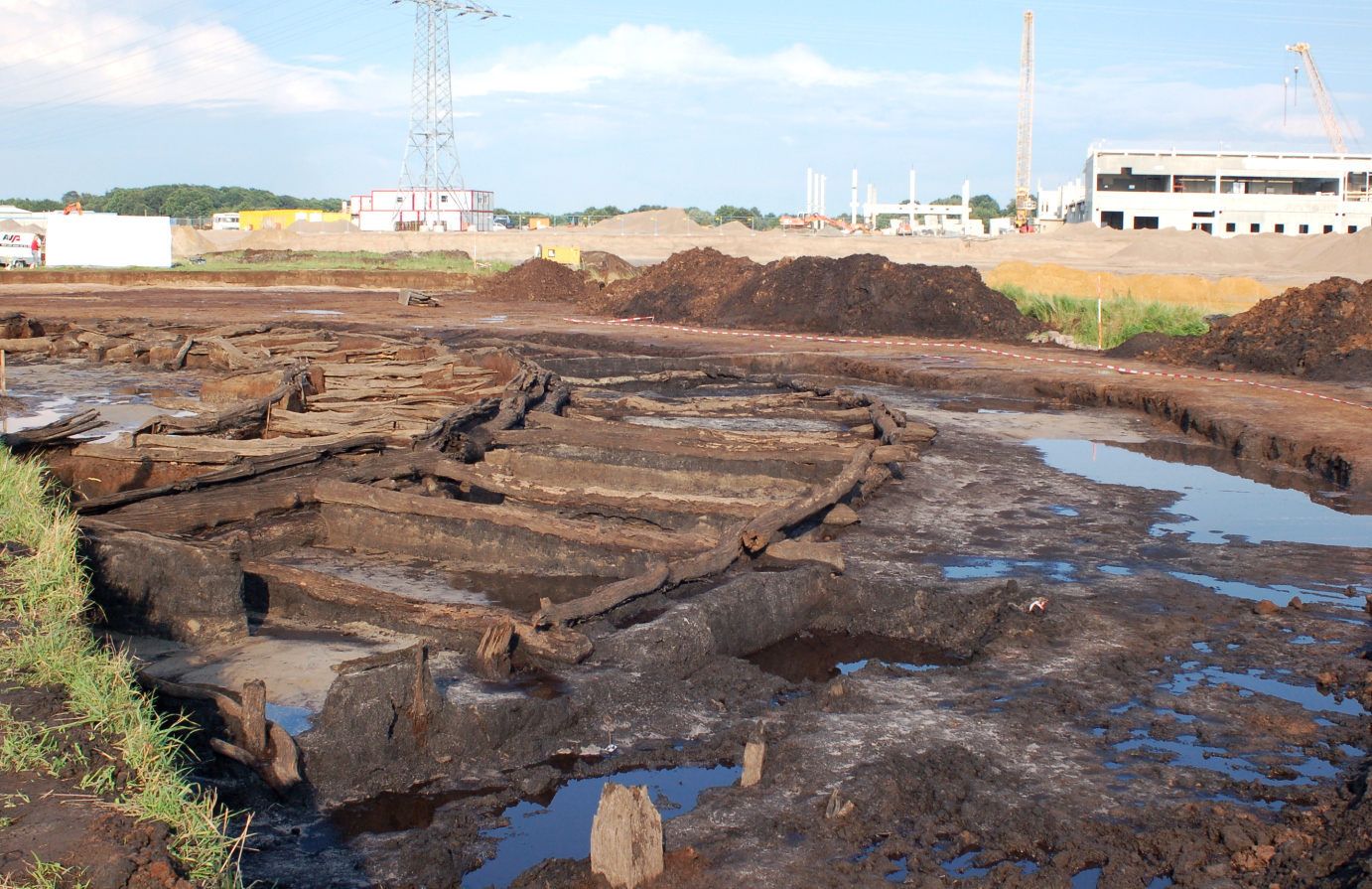
Dubová konstrukce valu z 1. třetiny 11. století

Raně středověké, pravděpodobně slovanské hradiště z 2. třetiny 11. století zjistil archeologický výzkum roku 2007; kruhová dubová konstrukce valu o průměru 40 metrů je ze dřeva datovaného dendrochronologií do let 1032–1033 (1. etapa stavby) a do roku 1042. Nález vyvolal spekulace, zda odtud nepocházejí Přemyslovci.
První písemná zmínka o sídle pochází z roku 1108 a nazývá je Altenburg podle hradiště nebo hradu. Jeho význam stoupal, protože se nacházel při důležitém brodu přes řeku Hunte. Roku 1345 získal Oldenburg městská práva. Později se stal hlavním městem Oldenburska (později vévodství, velkovévodství a republika) – státu, který byl ve stínu mocnějšího hanzovního města Brémy. 
V 17. století, i během třicetileté války, bylo město bohaté a počet jeho obyvatel rostl. V roce 1667 zasáhla město epidemie moru a v roce 1676 požár, který zničil většinu památných budov. Dánští králové se v té době podíleli na vládě, ale  o rozvoj města se nestarali, a tak později Oldenburg ztratil svůj předchozí význam. V roce 1773 dánská vláda skončila. 
O Křišťálové noci v roce 1938 nacisté vypálili synagogu, pozatýkali Židy a muže poslali do koncentračního tábora v Sachsenhausenu. 3. května 1945 se město dostalo pod kanadskou a později pod britskou správu. Počet obyvatel v důsledku přílivu asi 42 000 německých uprchlíků vzrostl přibližně na 100 000, protože město jako jedno z mála nebylo bombardováním zničeno jako jiná velká německá města. Za války bylo podle dolnosaské statistiky bombardováním zničeno 117 budov a 1 muzeum, tj. asi 1,4 % města. Většina staticky narušených a starých staveb v centru však byla následně stržena. Dochovaly se dvě obytné čtvrti předválečné architektury: Dobbenviertel a Gerichtsviertel. 
V roce 1946 se město stalo součástí Dolního Saska. Systematická péče o přírodní bohatství se v katastru města projevuje udržováním sedmi rybníků, několika hektarů lesa a botanické zahrady.

## Instituce
- Univerzita Carla von Ossietzkého v Oldenburgu (Carl von Ossietzky Universität Oldenburg) byla otevřena roku 1973, vznikla rozšířením Vysoké školy pedagogické
- Spolkový institut dějin a kultury Němců ve východní Evropě (Bundesinstitut für Kultur und Geschichte der Deutschen im östlichen Europa)

## Památky

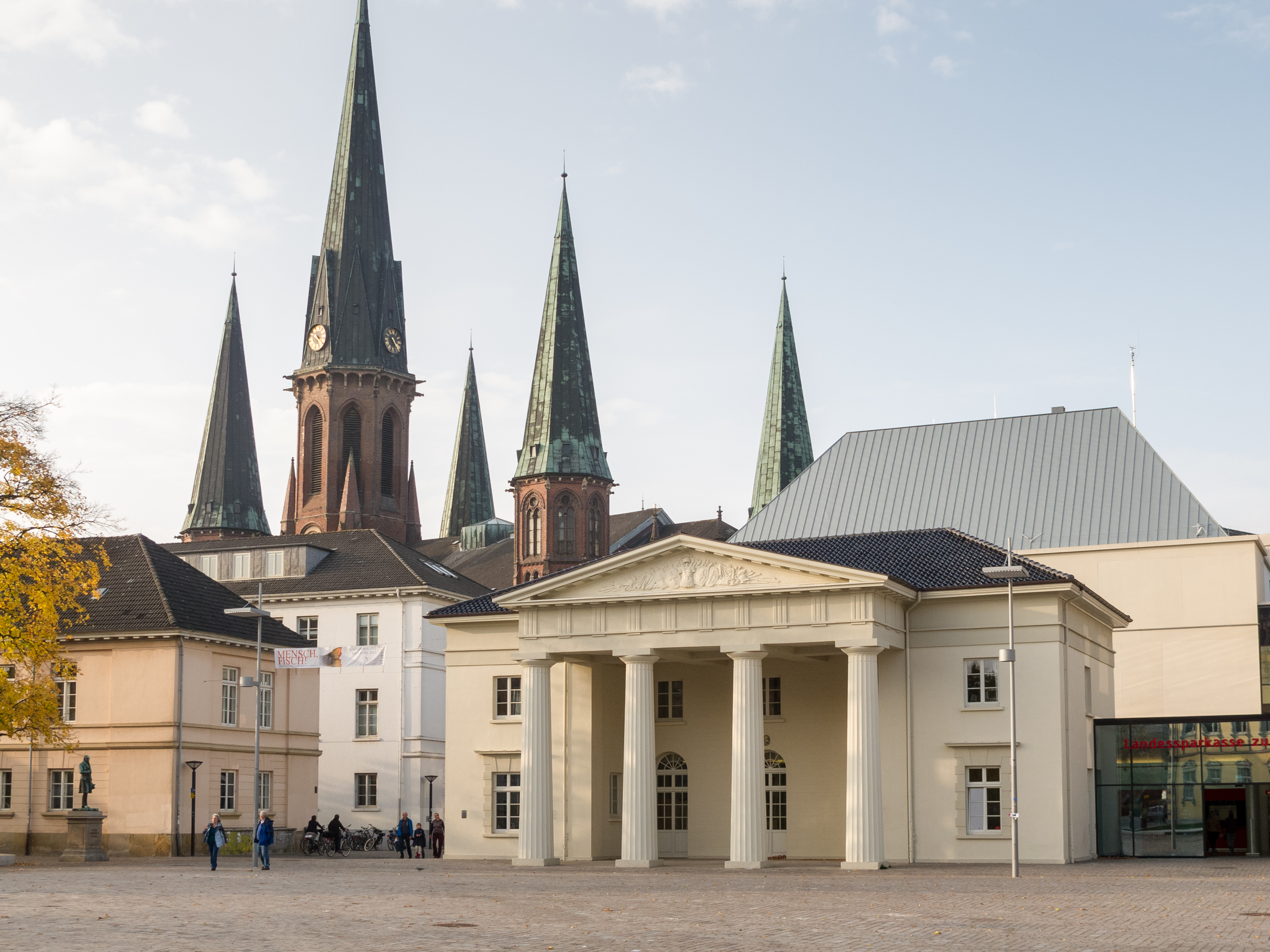
Zámecké náměstí s váhou a kostelem sv. Lamberta

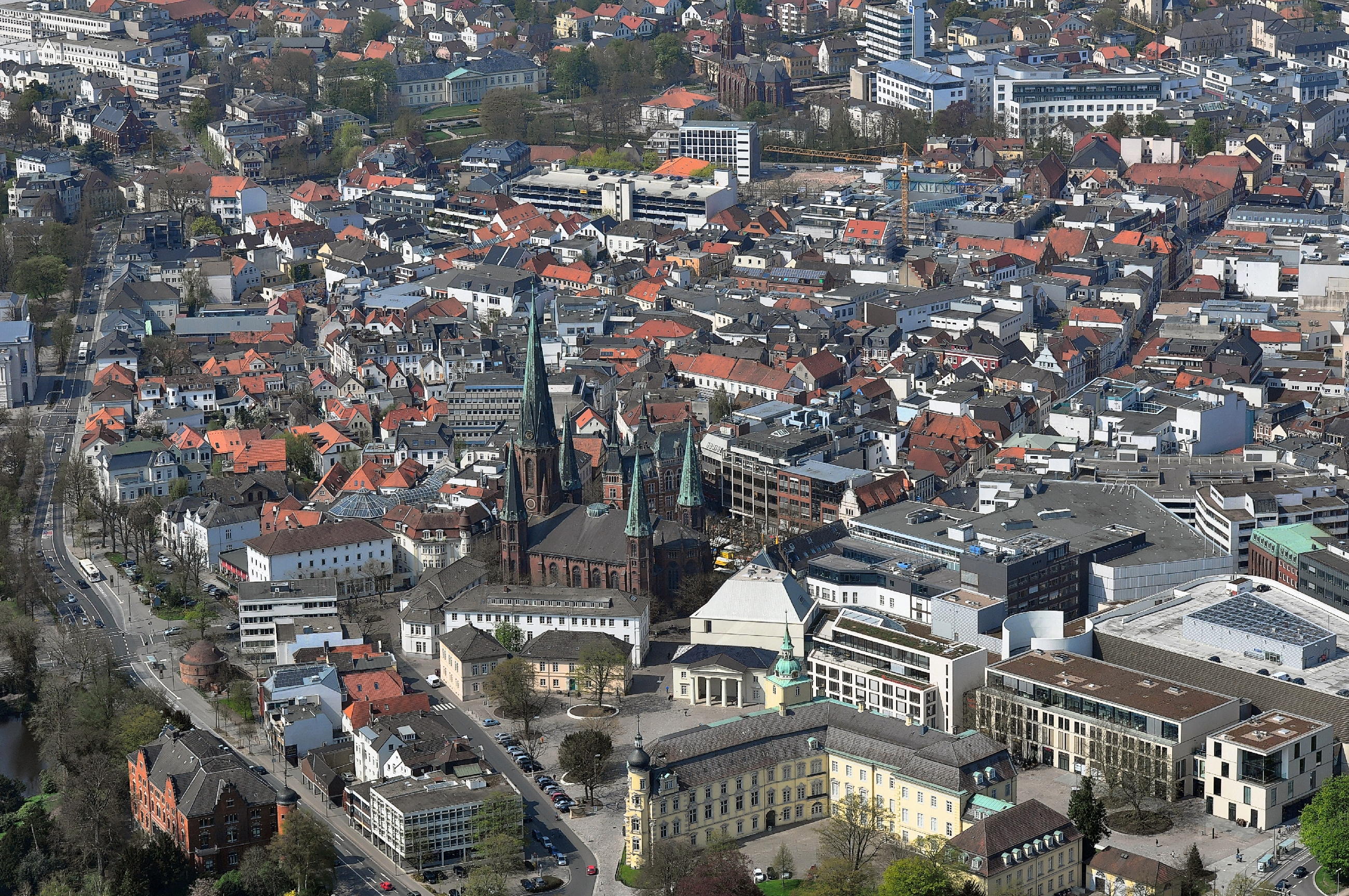
Letecký pohled na centrum města s kostelem sv. Lamberta (2013)

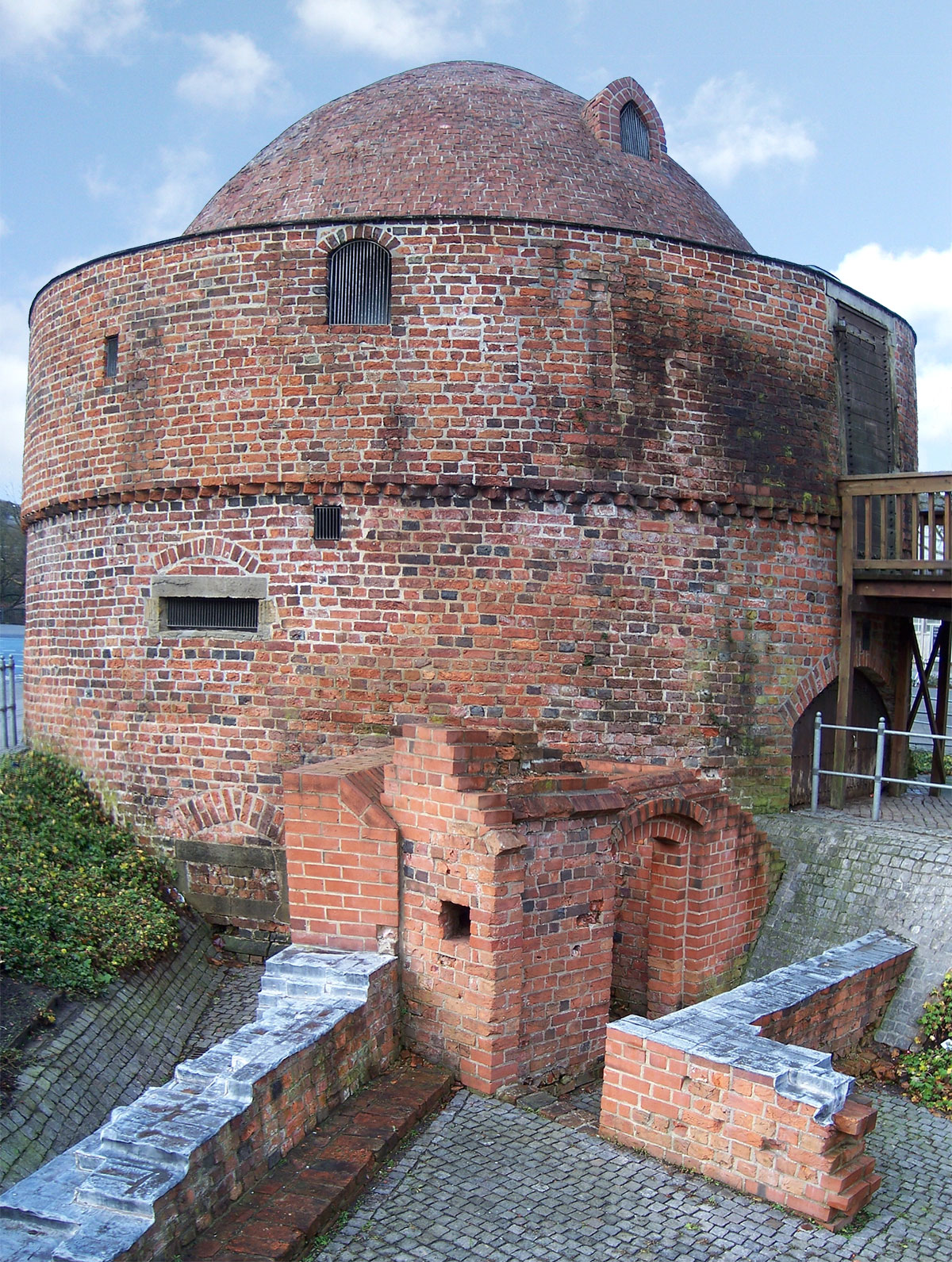
Prašná věž

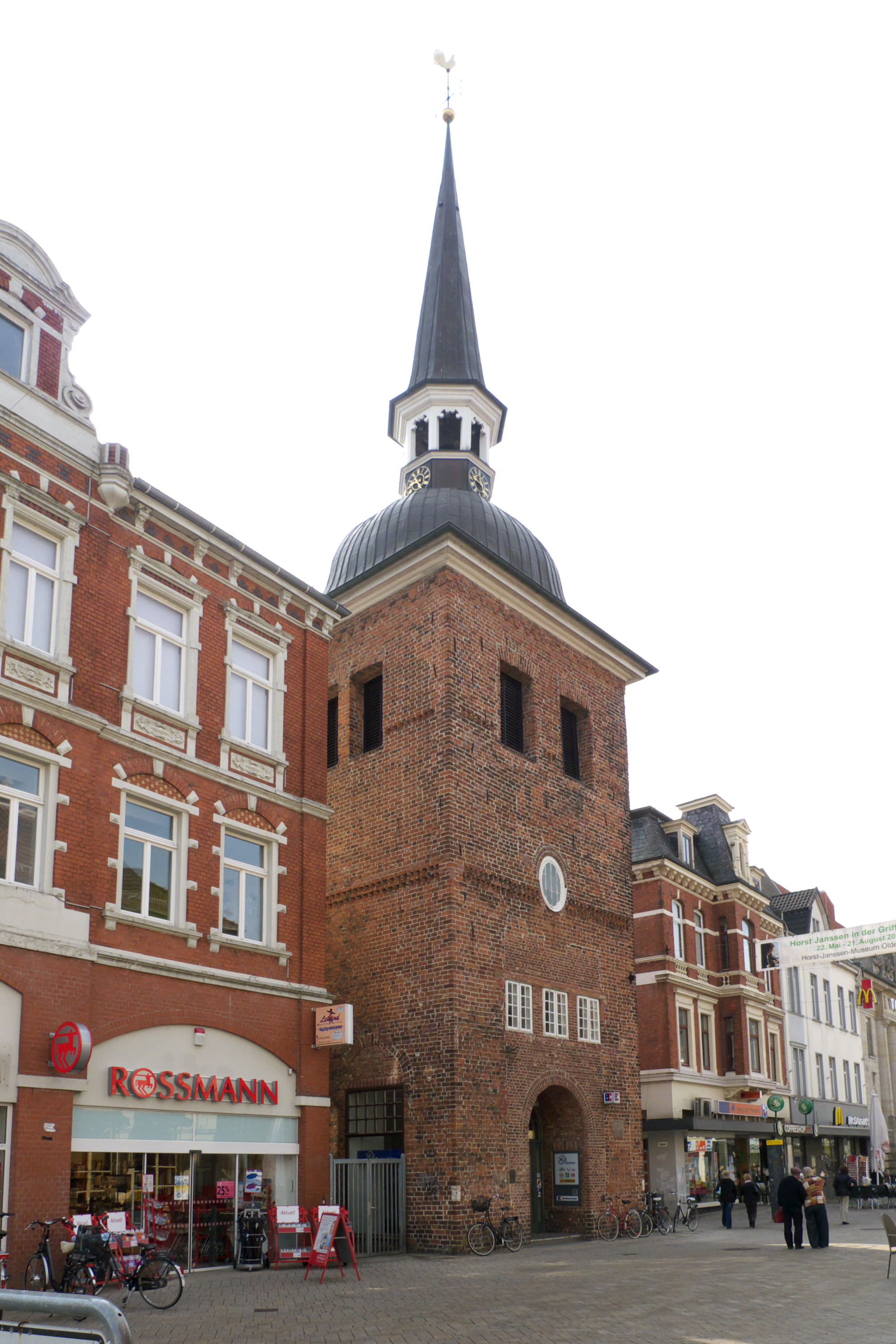
Městská brána Lappan

- Zámek s parkem a rybníkem – zámecká stavba obnovená po požáru z roku 1676 a znovu v novorenesančním slohu koncem 19. století, sídlo muzea
- Luteránský kostel sv. Lamberta – hala na oválném půdorysu, s emporami, interiér klasicistní, exteriér novogotický z 19. století, uvnitř kenotafy oldenburských knížat
- Stará radnice – novoslohová cihlová budova s věžičkou
- Schlosswaage – dům zámecké váhy – drobná klasicistní stavba se sloupovým portikem
- Amtsgericht – novorenesanční cihlová budova soudu ze 3. čtvrtiny 19. století
- Bývalý klášter Blankenburg – (zcela přestavěn ve 20. století), kostel luteránský
- Synagoga – klasicistní stavba, původně chrám baptistů; židovské obci předán v roce 1992
- Kaple sv. Gertrudy na hřbitově sv. Gertrudy – věžová stavba z 15.–16. století
- Městské opevnění – cihelné konstrukce věží a ochozů z 15–16. století:
  - Lappan – gotická městská brána s věží z roku 1467 – poznávací znamení města Oldenburg
  - Everste Tor – prašná věž, renesanční válcová věž s kupolí z roku 1567
- Peter Friedrich Ludwigs Hospital – klasicistní stavba bývalé nemocnice, nyní Kulturní centrum a městská knihovna
- Degodehaus – ojedinělý hrázděný dům, který přežil požár města z roku 1676
- Eisenbahn-Klappbrücke – padací železniční most přes řeku Huntu (funkční) a věž vodárny – technické památky s ocelovou konstrukcí z počátku 20. století

## Muzea a galerie
- Dolnosaské zemské muzeum umění a dějin umění (Niedersächsisches Landesmuseum für Kunst und Kulturgeschichte) – sídlí v zámku
- Městské muzeum Oldenburg (Stadtmuseum Oldenburg)
- Zemské muzeum přírody a člověka (Landesmuseum für Natur und Mensch)
- Oldenburské počítačové muzeum (Oldenburger Computer-Museum)
- Prinzenpalais – galerie malířství 19. a 20. století

## Ostatní turistické cíle
- Botanická zahrada
- Mezinárodní filmový festival

## Významní rodáci
- Kristián I. Dánský, dánský, norský a švédský panovník
- Klaus Modick, německý prozaik
- Karl Jaspers (1883–1969), filozof, teolog a spisovatel
- Dieter Bohlen (* 1954), hudební skladatel

## Partnerská města
- Groningen, Nizozemsko, 1989
- Høje-Taastrup, Dánsko, 1978
- Cholet, Francie, 1985
- okres Mateh Asher, Izrael, 1996
- Machačkala, Dagestán, Rusko, 1989
- Rujána (okres), Meklenbursko-Přední Pomořansko, Německo, 1990